# 13. vojvodinska brigada (NOVJ)
Za druge 13. brigade glejte 13. brigada.
13. vojvodinska brigada (srbohrvaško: 13. vojvođanska brigada) je bila brigada v sestavi Narodnoosvobodilne vojske in partizanskih odredov Jugoslavije in ki je delovala med drugo svetovno vojno na področju Kraljevine Jugoslavije.

## Organizacija
- štab
- 5x bataljon